# Ziziphus mucronata

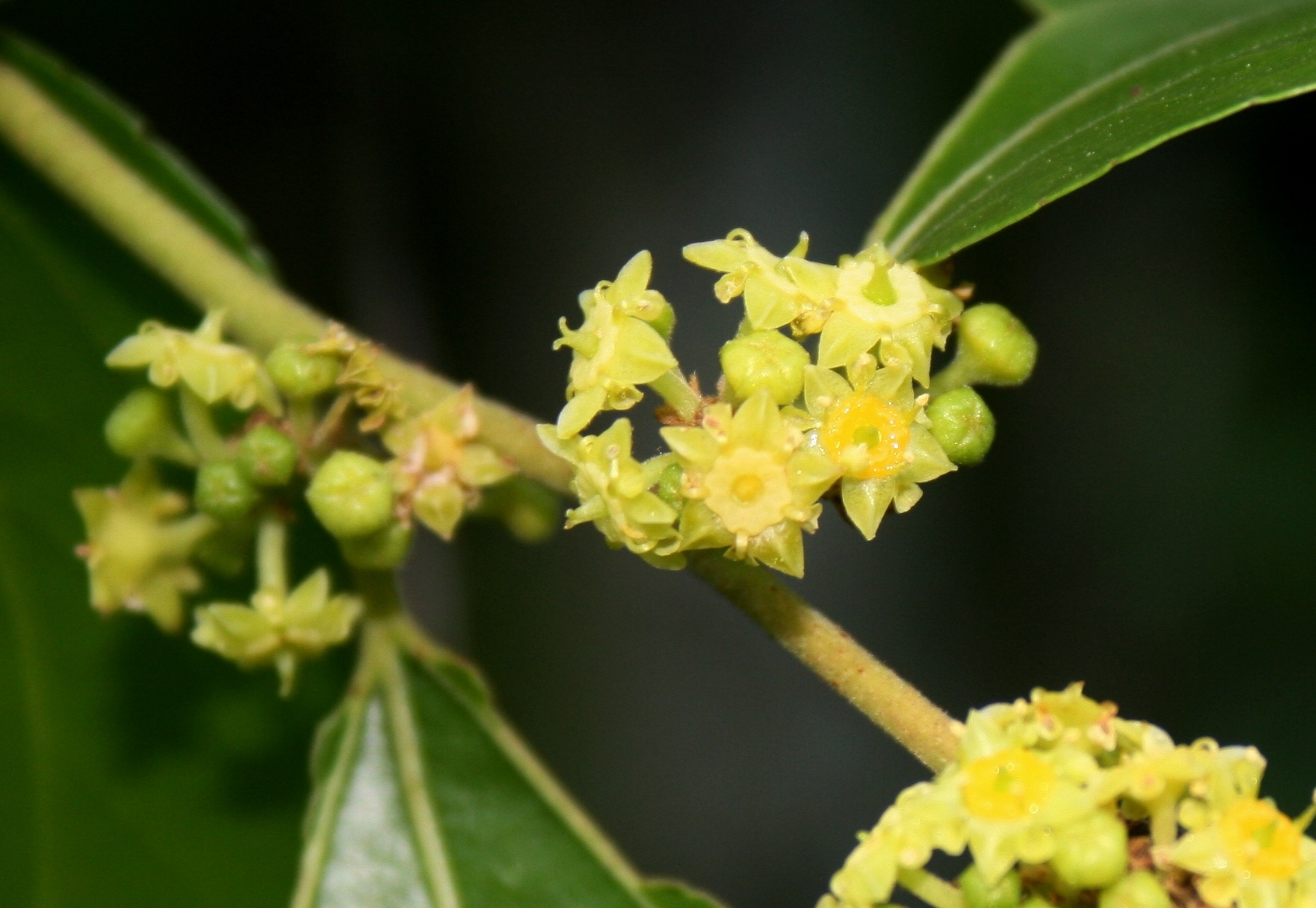
Blütenstand

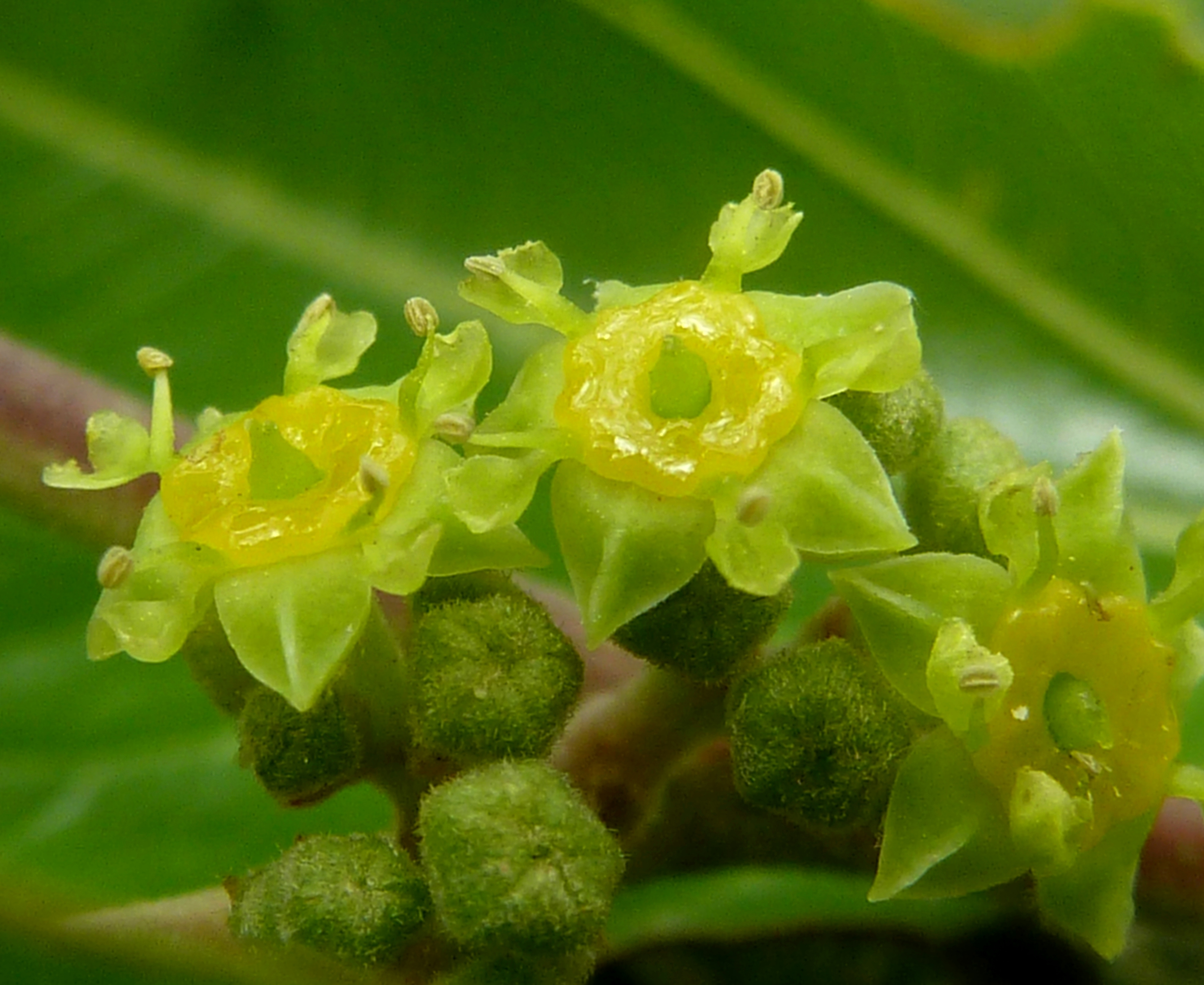
Blüten

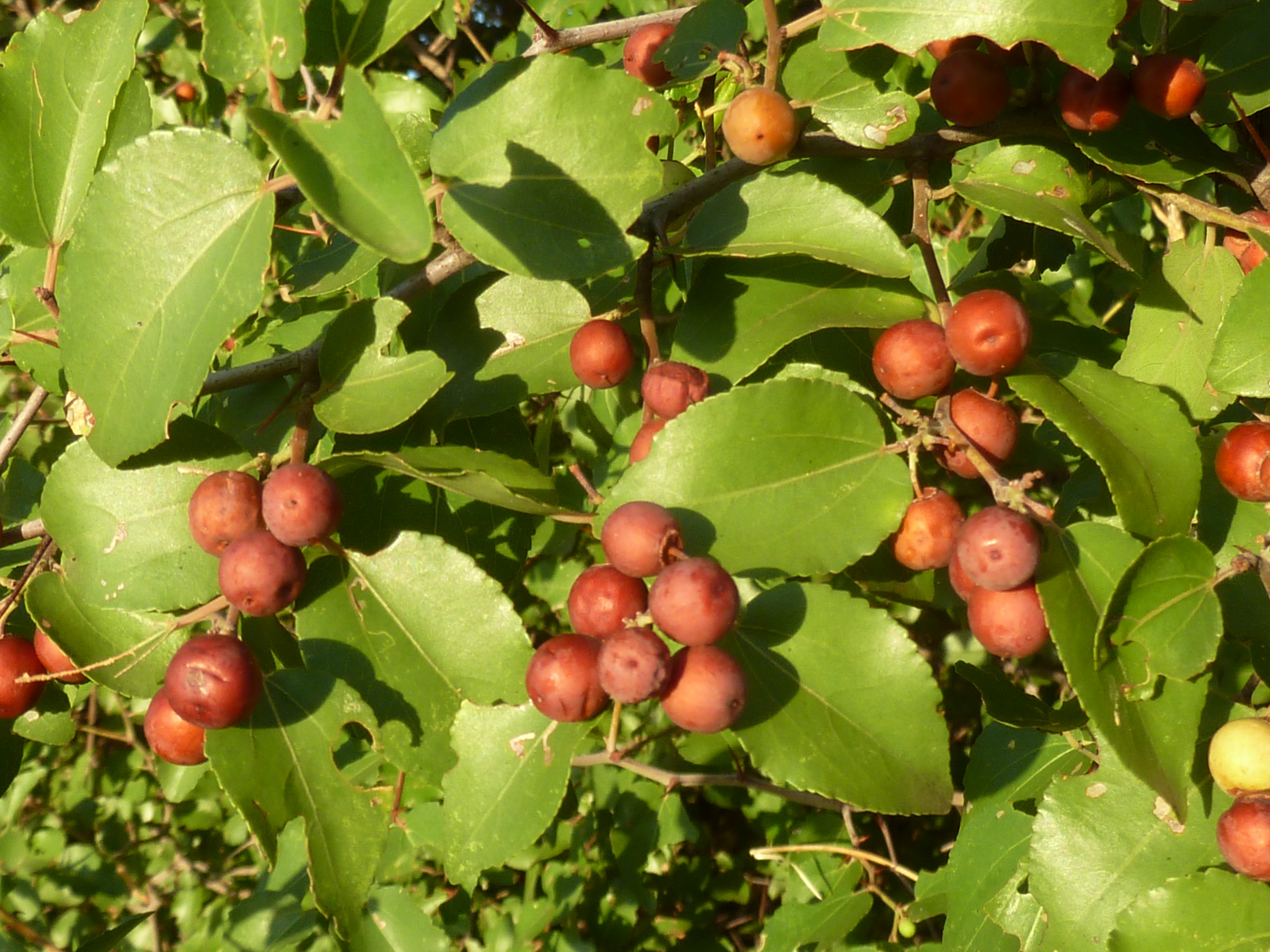
Früchte

Ziziphus mucronata ist eine Pflanzenart aus der Familie der Kreuzdorngewächse (Rhamnaceae).

## Beschreibung
Bei Ziziphus mucronata handelt sich um einen dornigen, laubabwerfenden Strauch, mit graubrauner, grober und schuppiger bis abblätternder Borke, der Wuchshöhen von bis über 10 Meter erreicht. Die bis 2 Zentimeter langen Dornen stehen zu zweien in den Blattachseln, eine gerade nach oben gerichtet, einer nach unten zurückgebogen.
Die wechselständigen Laubblätter sind gestielt und einfach. Der feinhaarige Blattstiel ist bis 2 Zentimeter lang. Die gesägte bis gekerbte, stumpfe bis spitze oder eingebuchtete, bis 9 Zentimeter lange, unterseits leicht behaarte Blattspreite ist eiförmig, an der Basis abgerundet oder leicht herzförmig, dabei öfters asymmetrisch und an der Spitze öfters (fein)stachelspitzig. Die Blattnervatur ist an der Basis dreizählig mit drei deutlichen Hauptnerven.
10 bis 20 Blüten stehen in kleinen, dichten und achselständigen, zymösen Blütenständen zusammen. Die kleinen, fünfzähligen, kurz gestielten und zwittrigen Blüten mit doppelter Blütenhülle weisen einen Durchmesser etwa 3 bis 4 mm auf. Die je fünf dreieckigen, innen gekielten und außen behaarten Kelch- und die kleineren, schmalen, spatelförmigen Kronblätter sind unscheinbar gelb-grün. Der Fruchtknoten mit sehr kurzem Griffel ist oberständig und die 5 kurzen Staubblätter liegen in den Petalen. Es ist ein auffälliger, fleischiger Diskus vorhanden.
Die rundliche bis eiförmige, bis 2 Zentimeter große, ledrige und meist einsamige, dünnfleischige Steinfrucht wird zur Reife rotbraun. Der große, glatte, bräunliche und runzlige Steinkern ist sehr hart.

## Verbreitung
Ziziphus mucronata kommt im tropischen Afrika und Asien in Savannen, in flussbegleitender Vegetation oder auf Termitenhügeln vor.

## Nutzung
Die süßlichen, mehligen Früchte sind essbar.
Das recht harte, mäßig beständige Holz wird für Werkzeuge und Küchenutensilien genutzt, aber auch als Feuerholz oder zur Holzkohleherstellung.
Seiner Dornen wegen wird Ziziphus mucronata oft als Hecke gepflanzt.
Die Wurzeln, Rinde und Blätter werden medizinisch genutzt.